# Дети солнца (пьеса)
«Дети солнца» — пьеса Максима Горького в четырёх действиях. Была написана им в январе — феврале 1905 года в Трубецком бастионе Петропавловской крепости, куда он был заключён в связи с участием в событиях 9 января 1905 года.

## История создания
В 1903 году Горький и Л. Н. Андреев задумали пьесу «Астроном» о противоречиях между интеллигенцией и основными массами народа. Пьеса должна была заканчиваться расправой невежественной народной толпы над астрономом, человеком, который позволил себе жить «жизнью всей вселенной среди нищенски серой обыденщины. За это его треснут в 4-м акте телескопом по башке». Л. Н. Андреев разработал этот замысел в своей пьесе «К звёздам» (1906) в ином ключе, чем Горький.
14 февраля 1905 года Горький был освобождён из заключения, где он работал над пьесой, после этого она была им переработана. Впервые напечатана в «Сборнике товарищества „Знание“ за 1905 год», книга седьмая, СПб. 1905, и издана отдельным изданием в Штутгарте. Начиная с 1907 года, она получила подзаголовок «Сцены». Объяснение понятия и названия пьесы, было ранее приведено писателем в рецензии на героическую комедию Э. Ростана «Сирано де Бержерак», где указано, что — это люди, «на долю которых выпадает высокая честь быть лучше и умнее своих современников и нелёгкая обязанность ускорять движение жизненного корабля».
Пьеса «Дети солнца» впервые была представлена на сцене театра В. Ф. Комиссаржевской в Санкт-Петербурге 12 октября 1905 года и прошла с успехом. В Московском Художественном театре первое представление пьесы состоялось 24 октября 1905 года. Перед постановкой спектакля были распространены слухи, что черносотенцы, считавшие «театр чересчур левым, а Горького — врагом отечества», не допустят представления пьесы и якобы собираются совершить нападение во время самого спектакля. Во время спектакля здание охранялось боевыми дружинниками. В итоге массовую сцену в финале спектакля публика приняла за черносотенцев, которые действительно пришли громить театр. В зале поднялась паника, занавес пришлось закрыть, некоторые зрители бросились из зала. Спектакль в итоге был продолжен, но с заметно опустевшим залом.

## Действующие лица
- Павел Федорович Протасов - барин, генеральский сын, интеллигент, занимается химией и физикой
- Лиза, его сестра, имеет нервную болезнь
- Елена Николаевна, его жена
- Дмитрий Сергеевич Вагин - приятель Протасова, художник
- Борис Николаевич Чепурной - ветеринар
- Мелания, его сестра - богатая вдова, купчиха
- Назар Авдеевич, предприниматель

- Миша, его сын
- Егор, слесарь
- Авдотья, его жена
- Яков Трошин
- Антоновна, старая нянька
- Фима, горничная, красавица
- Луша, горничная
- Роман, дворник
- Доктор

## Сюжет
Потомки генерала (Протасовы) продают свой дом предпринимателю Назару Авдеевичу, чтобы было, на что жить, но продолжают за арендную плату жить в этом же доме. Павел Федорович Протасов увлекается химическими опытами и не замечает свою жену и даже мира вокруг, он идеалист, считает, что все люди разумные и светлые, «дети солнца», и единственное, что им мешает раскрыться полностью, это страх смерти. По просьбе няньки Протасов в присутствии Чепурного говорит Егору, чтобы он более не бил жену, Егор возвращается и возмущается - зачем Протасов отчитал его в присутствии этого ветеринара, его Егора всегда били, никто не любил, и жена должна его любить, а она не любит. 
Его приятель художник Вагин активно оказывает знаки внимания его жене, Елене, но Протасов и этого не замечает. Мелания в свое время будучи юной девушкой вышла замуж за богатого пожилого человека, мучилась в браке от отвращения с ним, пыталась покончить жизнь самоубийством, когда он умер, осталась богатой вдовой, когда же она встретила Протасова, безусловно светлого человека не от мира сего, то влюбилась в него, но он не замечает этого, искренне считает, что увлёк её химической наукой. Ветеринар Чепурной с презрением относится к своей сестре и ее любви к Протасову, сам же безответно влюблен в Лизу, сестру Протасова. 
За горничной Фимой увиваются несколько ухажеров, делают ей предложения стать содержанкой, Малания подкупает Фиму, чтобы она рассказывала ей новости о Елене и ее отношениях с Вагиным, Фима рассказывает об этом хозяйке Елене, Елена спрашивает Меланию, так ли это, Мелания подтверждает, говорит Елене, что любит ее мужа Протасова и просит отдать ей его. Тем временем в городе появляется холера. Фима просит расчет у хозяйки, потому что выходит замуж за богатого 60-летнего ухажера. Фима просит Меланию стать ее посаженной матерью, Мелания жестко отказывает из-за предательства Фимы, дает совет бросить старика и не губить свою молодую жизнь, Фима говорит, что она сирота, не на улицу же ей идти, нужно выходить замуж, кто же, как не Мелания, может ее понять.
Собственник дома, Назар Авдеевич, предлагает Протасову выкупить у него землю и дачу под строительство стеклодувного завода, просит Чепурного убедить Протасова сотрудничать с ним, рассчитывая выгодно заработать на его увлечении химией.
Егор сообщает, что его супруга заболела и зовет Елену. Слесарь боится, что это холера. Узнав, что супруга собралась навестить больную, Протасов запротестовал, чем вызвал возмущение Егора. Елена всё же отправилась к заболевшей.
Чепурной делает предложение Лизе, но она отказывает ему, считая себя калекой из-за болезни. Мелания признается в любви к Протасову, предлагая ему все свои капиталы, но он отказывает ей, предлагая остаться добрыми друзьями. Вагин признается Протасову, что любит его жену, делает ему выговор, что тот игнорирует жену, чем ранит ее, не оказывает жене знаков любви. Елена говорит мужу о том же, Протасов говорит, что не может жить без Елены, но без своей работы тем более, появляется расстроенная Лиза, ей кажется, что с кем-то из близких случилось несчастье. 
Елена отказывает художнику, говорит, что художник должен быть свободным, то есть одиноким.
Чепурной совершает самоубийство, Вагин получает его предсмертную записку, этот трагический факт решают скрыть от нервно болящей Лизы, но прибегает сын Назара Авдеевича и сообщает об этом, Лиза впадает в истерику и пытается застрелиться из револьвера брата, но её обезоруживают и связывают.
На улице послышался шум толпы, во двор вбегает растрёпанный доктор и просит его спрятать, Протасов пробивается через группу агрессивно настроенных людей, преследующих доктора, среди которых и подвыпивший Егор, Егор бросается на хозяина дома, кричит толпе, что Протасов делает лекарства, называет его «главным морилой», сообщает Елене, что овдовел, и решил задушить её мужа. Елена стреляет из револьвера, но ни в кого не попадает, сзади толпы появляется дворник с большим обломком доски, бьет столпившихся по головам, после выстрела Елены толпа отступает, дворник бьет Егора, слесарь падает, повалив вместе с собой и Протасова. Елена думает, что её муж убит, и хочет застрелить Егора, но Вагин выбивает револьвер из её рук.
Няня сообщает Елене, что пожалела Лизу и развязала её. Внезапно появляется Лиза в белом платье, как невеста, сообщив всем, что уходит далеко и навсегда к своему любимому, девушка читает стихотворение, написанное на обороте фотокарточки Чепурного, и отправляется в сад. Художник говорит Протасову, что Лиза сошла с ума. Вагин, Елена и Протасов идут вслед за ней.

## Постановки

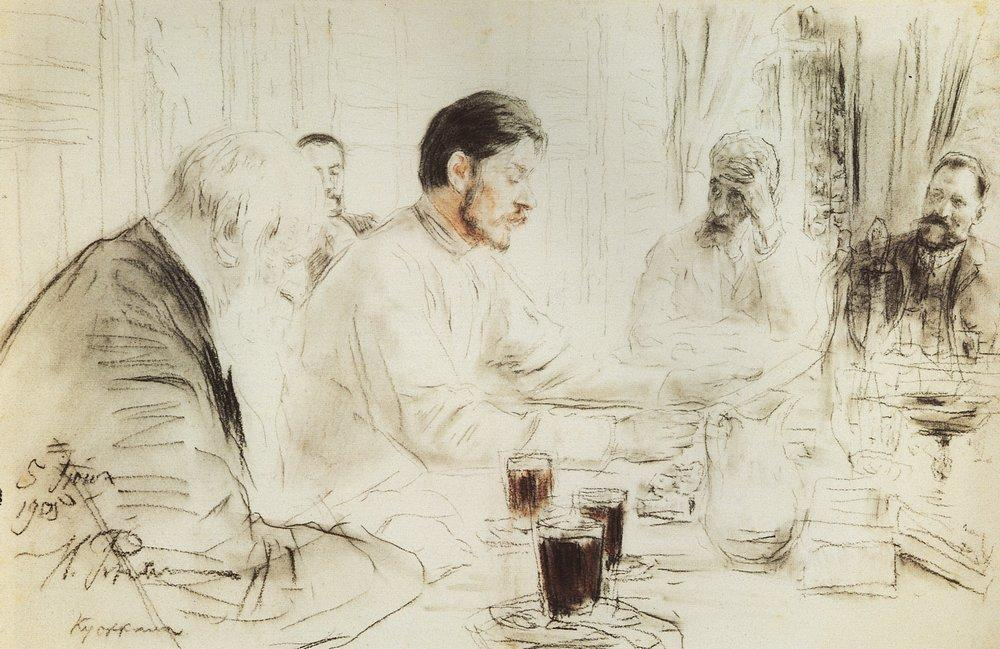
«Максим Горький читает свою пьесу Дети Солнца в усадьбе И. Репина Пенаты». Рисунок И. Репина, 1905. Из коллекции И. Зильберштейна

- 12 октября 1905 — Театр Комиссаржевской (Петербург; реж. Арбатов; Протасов — Бравич, Лиза — В. Ф. Комиссаржевская, Елена — Голубева, Вагин — Феона, Чепурной — Уралов, Мелания — Холмская, Назар Авдеевич — Слонов, Миша — Нелидов, Егор — Александровский, Трошин — Д. Я. Грузинский, Луша — Корчагина-Александровская).
- 24 октября 1905 — Московский художественный театр (реж. В. И. Немирович-Данченко и К. С. Станиславский, худ. В. А. Симов; Протасов — В. И. Качалов, Лиза — М. Ф. Андреева, Елена — М. Н. Германова, Вагин — Л. М. Леонидов, Чепурной — В. В. Лужский, Мелания — О. Л. Книппер, Назар Авдеевич — И. М. Москвин, Миша — Лось, Егор — М. А. Громов, Трошин — В. Ф. Грибунин, Антоновна — Е. П. Муратова, Фима — Н. Н. Литовцева, Луша — С. В. Халютина, доктор — А. И. Адашев).
- 1905 — Нижегородский театр
- 1906 — Екатеринбургский театр
- 1906 — Смоленский театр
- 1906 — Рижский Латышский театр (перевод Лусиса)
- 1918 — Новый театр, (Петроград; реж. Арбатов)
- 1935 — Воронежский театр (новая редакция в 1938 году; затем в 1947 году; реж. Энгелькрон)
- 1936 — Тбилисский театр им. А. С. Грибоедова
- 1936 — Куйбышевский театр (новая редакция в 1952 году; Протасов — Шебуев, Вагин — Бурэ)
- 1936 — Ярославский театр
- 1937 — Московский Камерный театр (реж. А. Я. Таиров; Лиза — А. Г. Коонен)
- 1937 — Театр им. Е. Ермоловой (возобновлен в 1944 году, реж. Хмелев и М. О. Кнебель; в ролях: Протасов — Корчагин, Лиза — Кириллова, Николаева, Елена — Кононенко, Вагин — И. Соловьев, Чепурной — А. Васильев, Мелания — Тополева, Егор — Филиппов)
- 1937 — Театр-студия под руководством Р. Н. Симонова (реж. А. Лобанов и В. Марута)
- 1937 — Театр им. Леси Украинки (затем в 1946 и 1950 годах; в роли Протасова — Романов)
- 1937 — Театр им. М. Горького (Волгоград)
- 1947 — Театр драмы Литовской ССР (Каунас)
- 1953 — Театр им. Сундукяна (в роли Протасова — Вагаршян)
- 1953 — Театр им. Кингисеппа
- 1960 — Театр им. В. Ф. Комиссаржевской (Ленинград)
- 1979 — Театр им. Пушкина (Москва).
- 15 октября 2008 — Малый театр. Реж. Адольф Шапиро, худ. В. А. Ковальчук, комп. Г. Я. Гоберник.
- 25 февраля 2011 — Театр на Васильевском (Санкт-Петербург). Реж. В. А. Туманов) Художник-постановщик — засл. худ. России Лауреат Гос. Премии Александр Орлов, художник по костюмам — Стефания Граурогкайте, художник по свету — засл. Раб. Культуры России Евгений Ганзбург, балетмейстер — Николай Реутов, музыкальное оформление — Виктор Волна. В ролях: Павел Федорович Протасов — н.а. России Евгений Леонов-Гладышев, Лиза, его сестра — Мария Фефилова / Светлана Щедрина, Елена Николаевна, его жена — лауреат премии правительства РФ, н.а. России Наталья Кутасова, Дмитрий Сергеевич Вагин — Леонид Алимов, Борис Николаевич Чепурной — н.а. России Юрий Ицков, Мелания, его сестра — Татьяна Калашникова, Назар Авдеевич — Владислав Лобанов, Миша, его сын — Александр Удальцов / Сергей Агафонов, Егор, слесарь — Игорь Бессчастнов, Авдотья, его жена — Светлана Щедрина / Мария Фефилова, Яков Трошин — Михаил Николаев, Антоновна, нянька — з.а. России Елена Рахленко, Фима, горничная — Екатерина Рябова, Роман — з.а. России Дмитрий Евстафьев.
- 8 сентября 2018 — Красный факел (Новосибирск). Реж. Тимофей Кулябин.
- 9 февраля 2021 — Александринский театр (Санкт-Петербург). Реж. Николай Рощин.

### Зарубежные постановки
- 1905 — Театр «Эвр» (Париж); Малый театр (Берлин); Городской театр (Нюрнберг).
- 1906 (1907?) — Театр в Салерно (Италия)
- 1907 — Театры в Риме и Генуе (антреприза Виталиани); «Интимный театр» (Вена).
- 2013 — Национальный Театр (Лондон) (реж. Ховард Дэвис; пер. Эндрю Аптон); (Лондон).
- 2015 — Theater Basel (Базель)

В 1944 году пьеса была поставлена в Болгарии, в 1953 году в Чехословакии.

## Экранизации
- 1956 — Дети солнца
- 1985 — Дети солнца